# Anthony Minghella
Anthony Minghella (Ryde, 6 gennaio 1954 – Londra, 18 marzo 2008) è stato un regista, commediografo e sceneggiatore britannico, vincitore dell'Oscar nel 1997 per Il paziente inglese.

## Biografia
Minghella nacque a Ryde, sull'isola di Wight (in Inghilterra), il 6 gennaio del 1954, figlio di Edoardo Minghella, un gelataio italiano originario di Cervaro (in provincia di Frosinone), emigrato in Gran Bretagna da giovane, e di Gloria Alberta Arcari, una casalinga inglese, nata a Leeds da genitori italiani originari di Valvori (in provincia di Frosinone). Compie i propri studi alla Sandown Grammar School e al St John's College di Portsmouth, per poi frequentare un corso d'arte drammatica all'Università di Hull. Nella stessa università inizia a lavorare come assistente e allo stesso tempo scrive i suoi primi testi teatrali. Nei primi anni ottanta lavora per la televisione in un programma per bambini, successivamente scrive le sceneggiature di alcuni episodi de L'ispettore Morse e si fa un nome come commediografo.
Debutta alla regia nel 1990 con Il fantasma innamorato, film destinato al piccolo schermo, ma che la BBC decide di programmare anche nelle sale cinematografiche. Le recensioni sulla stampa sono estremamente favorevoli, e il primo a sorprendersi del successo di critica è proprio lo stesso regista. La sua seconda opera, Mister Wonderful (1993), è una commedia sentimentale ambientata in una comunità operaia italo-americana. Il successo arriva nel 1996 grazie al film Il paziente inglese, con il quale l'anno seguente Minghella vince l'Oscar al miglior regista.
Con il successivo Il talento di Mr. Ripley (1999) ottiene una candidatura all'Oscar per la migliore sceneggiatura. A questo film, girato in gran parte in Italia, fanno seguito Play (2000) e Ritorno a Cold Mountain (2003). Nel 2003 viene nominato segretario della British Film Industry. Nel 2005 l'English National Opera gli affida la regia di una edizione di Madama Butterfly di Puccini andata in scena prima al Coliseum Theatre di Londra e poi a Vilnius e a New York.
All'età di 54 anni, il regista muore improvvisamente per complicanze emorragiche, a seguito di un intervento chirurgico per la rimozione di un cancro alle tonsille e al collo. Il decesso avvenne in una fase della sua carriera di piena attività, che lo vedeva impegnato nella contemporanea realizzazione di tre nuovi lavori. Il primo dei tre, The No. 1 Ladies' Detective Agency, è andato in onda sulla prima rete della BBC la sera del 23 marzo 2008. Il secondo, il film inglese The Reader - A voce alta, gli frutta una candidatura postuma agli Oscar come miglior film del 2009, che condivide con tutti gli altri produttori della pellicola.

### Vita privata
Minghella è stato sposato due volte: la prima con Yvonne Miller, sua ex compagna di scuola, dalla quale ha avuto una figlia, Hannah, una produttrice attualmente impiegata come direttrice di produzione presso la Bad Robot Productions di J. J. Abrams; la seconda, invece, con la coreografa cinese, originaria di Hong Kong, Carolyn Jane Choa, dalla quale ha avuto un figlio, Max, un attore e cineasta indipendente. Suo fratello, Dominic, è un produttore televisivo e cinematografico.

## Filmografia

### Regista
- A Little Like Drowning (1978)
- Il fantasma innamorato (Truly, Madly, Deeply) (1990)
- Mister Wonderful (1993)
- Il paziente inglese (The English Patient) (1996)
- Il talento di Mr. Ripley (The Talented Mr. Ripley) (1999)
- Play (2000) - cortometraggio
- Ritorno a Cold Mountain (Cold Mountain) (2003)
- Complicità e sospetti (Breaking and Entering) (2006)
- The No. 1 Ladies' Detective Agency – serie TV, 1 episodio (2008)

### Produttore
- Iris - Un amore vero (Iris) (2001) - produttore esecutivo
- Heaven (2002)
- The Quiet American (2002) - produttore esecutivo
- The Interpreter (2005) - produttore esecutivo
- Catch a Fire (2006)
- Michael Clayton (2007) - produttore esecutivo
- The Reader - A voce alta (2008)
- The No. 1 Ladies' Detective Agency – serie TV, 2 episodi (2008)
- Margaret (2011) - produttore esecutivo

## Premi
- 1984 London Theatre Critics Circle Award - Most Promising Playwright
- 1986 London Theatre Critics Circle Award - Best new play for Made in Bangkok
- 1988 Giles Cooper Award for the radioplay Cigarettes and Chocolate
- 1992 BAFTA Film Awards - Miglior sceneggiatura originale per Il fantasma innamorato (1990)
- 1997 Academy Award - Miglior regista per Il paziente inglese (1996)
- 1997 BAFTA Film Awards - Miglior film per Il paziente inglese (1996) (shared with Saul Zaentz)
- 1997 Critics' Choice Movie Awards - Miglior regista e miglior sceneggiatura per Il paziente inglese (1996)
- 1997 Directors Guild of America Awards - Outstanding Achievement in Motion Pictures for Il paziente inglese (1996)
- 1999 National Board of Review Awards - Miglior regista per Il talento di Mr. Ripley (1999)
- 2003 National Board of Review Awards - Miglior sceneggiatura adattata per Ritorno a Cold Mountain (2003)